# Benane
Benane är en ort i Kenya.   Den ligger i länet Garissa, i den centrala delen av landet, 290 km nordost om huvudstaden Nairobi. Benane ligger 428 meter över havet och antalet invånare är 60 000.
Terrängen runt Benane är platt. Runt Benane är det ganska glesbefolkat, med 22 invånare per kvadratkilometer. Omgivningarna runt Benane är i huvudsak ett öppet busklandskap.